# 雲中站
雲中站（韓語：운중역）是朝鮮民主主義人民共和國咸鏡南道咸兴市兴南区域的一個鐵路車站，属于西湖线。

## 邻近车站
西湖线
城川站 - 雲中站 - 龙城站